# Ben Osborn
Benjamin Jarrod Osborn (ur. 5 sierpnia 1994 w Derby) – angielski piłkarz występujący na pozycji pomocnika w angielskim klubie Sheffield United. Wychowanek Derby County.